# Коноплёв, Юрий Львович
Ю́рий Льво́вич Коноплёв (3 марта 1937, Ленинское — 23 декабря 1984, Ленинград) — советский боксёр, представитель полутяжёлой весовой категории. Выступал на всесоюзном уровне в конце 1950-х — середине 1960-х годов, чемпион СССР, серебряный призёр советского национального первенства, победитель и призёр ряда ведомственных и региональных турниров, почётный мастер спорта СССР. Также известен как тренер по боксу.

## Биография
Юрий Коноплёв родился 3 марта 1937 года в селе Ленинское Еврейской автономной области. Впоследствии переехал на постоянное жительство в Ленинград, в 1962 году окончил Ленинградский техникум физической культуры и спорта.
Занимался боксом в добровольном спортивном обществе «Трудовые резервы» под руководством заслуженного тренера СССР Георгия Ивановича Шевалдышева. Позже перешёл в физкультурно-спортивное общество «Динамо», где был подопечным заслуженного тренера СССР Григория Филипповича Кусикьянца. Затем тренировался у заслуженного тренера РСФСР Владимира Ивановича Куркина в ленинградском СКА.
В 1957 году принимал участие в III международных дружеских спортивных играх молодёжи, участник боксёрского турнира VI Всемирного фестиваля молодёжи и студентов. Первого серьёзного успеха как спортсмен добился в 1958 году, когда победил на первенстве центрального совета «Трудовых резервов», а также занял первые места на молодёжном первенстве СССР в личном и командном зачётах. Начиная с 1961 года неизменно выигрывал первенства Ленинграда и Вооружённых Сил, привёз награду серебряного достоинства с армейского чемпионата в Болгарии. В 1962 году одержал победу на командном чемпионате СССР.
Наибольшего успеха как спортсмен добился в 1963 году — на летней Спартакиаде народов СССР в Москве, где также разыгрывался чемпионат СССР по боксу, одолел всех своих соперников в полутяжёлой весовой категории и завоевал золотую медаль. По итогам сезона был удостоен звания «Почётный мастер спорта СССР». Год спустя пытался повторить это достижение на чемпионате СССР в Хабаровске, но на сей раз уступил в финале представителю Московской области Алексею Киселёву и вынужден был довольствоваться наградой серебряного достоинства.
Окончил Государственный институт физической культуры имени П. Ф. Лесгафта.
После завершения спортивной карьеры занялся тренерской деятельностью, работал школьным учителем физкультуры в Воркуте. Один из учеников, писатель Жамиль Шига, упоминает его в своей повести «Воргашорский боец»: «Он сразу же открыл в школе секцию бокса и пропадал за этим любимым занятием сутками — ему очень хотелось утереть нос местным специалистам в этой области, которые, будто сговорившись, не допускали именитого спортсмена в свой узкий круг, считая, видимо, что хороший боксёр не может быть талантливым тренером, а может и по другим причинам откровенно игнорировали его личность — истинные подробности взаимоотношений между Коноплёвым и местным бомондом бокса история умалчивает».
С 1972 года занимал должности старшего тренера и директора в Детско-юношеской спортивной школе «Спартак».
Умер 23 декабря 1984 года в возрасте 47 лет. Похоронен на Большеохтинском кладбище в Санкт-Петербурге.